# Diacamma rugosum
Diacamma rugosum é uma espécie de formiga do gênero Diacamma, pertencente à subfamília Ponerinae.